# Чисте (Шуміхинський округ)
Чи́сте (рос. Чистое) — селище у складі Шуміхинського району Курганської області, Росія. Входить до складу Березовської сільської ради.
Населення — 56 осіб (2010, 95 у 2002).
Національний склад станом на 2002 рік: росіяни — 87 %.